# Cassine (género)
- Commons
- Wikispecies

Cassine L. é um género botânico pertencente à família Celastraceae.

## Sinonímia
- Hartogia Thunb. ex L. f.
- Hartogiella Codd
- Lauridia Eckl. & Zeyh.
- Mystroxylon Eckl. & Zeyh.]]

## Espécies
- Cassine aethiopica
- Cassine affinis
- Cassine albanensis
- Cassine albens
- Cassine albivenosa
- Cassine orientalis
- Lista completa

## Classificação do gênero
| Sistema | Classificação                     | Referência               |
| ------- | --------------------------------- | ------------------------ |
| Linné   | Classe Pentandria, ordem Trigynia | Species plantarum (1753) |